# Servicio de Defensa del Patrimonio Artístico Nacional
El Servicio de Defensa del Patrimonio Artístico Nacional (SDPAN) fue un organismo creado el 22 de abril de 1938 por el bando que finalmente vencería en la guerra civil española.
El SDPAN tenía la doble misión de reparar, conservar y reconstruir aquellos bienes artísticos deteriorados durante la contienda bélica, así como la de recuperar obras de arte en posesión del gobierno republicano, que, en 1936, había creado unos servicios de incautación de bienes artísticos de manos de sus legítimos propietarios: la Junta de Incautación y Protección del Patrimonio Artístico. El mismo SDPAN ejercía misiones similares en relación con las obras en poder de las distintas delegaciones territoriales republicanas. En muchos casos las obras artísticas incautadas por el SDPAN se entregaban a personas que no eran sus propietarios.
En 1943 el gobierno del general Franco finalizó las tareas de recuperación de bienes del SDPAN, pero este continuaría activo como organismo encargado de restaurar obras de arte. De 1968 a 1974 pasó a denominarse Comisaría General del Patrimonio Artístico Nacional, y entre 1974 y 1976 Comisaría Nacional del Patrimonio Artístico Nacional.
Con la reinstauración de la democracia en España las competencias en materia de defensa patrimonial quedaron repartidas entre el Ministerio de Cultura y las consejerías de Cultura de las diversas comunidades autónomas.